# Ясный овраг
Я́сный овра́г — малая река в районе Хамовники Центрального административного округа Москвы, левый приток Москвы-реки. Речное русло заключено в подземный коллектор. Происхождение названия не установлено.
Длина реки составляла 1,3 км. Водоток проходил в восточном направлении вдоль Кропоткинского переулка. Вероятно, после заключения в коллектор ручей сохранился в низовье на протяжении не более 500 метров. Устье расположено к югу от пересечения Турчанинова переулка и Пречистенской набережной.